# Belgische Eisenbahnkrise 1869
Die Belgische Eisenbahnkrise war ein französisch-belgischer Konflikt 1868/1869. Die französische Compagnie des Chemins de fer de l’Est wollte zwei Bahnstrecken im Osten Belgiens übernehmen. Die belgische Regierung vermutete, dass die französische Regierung damit indirekt Einfluss in Belgien erwerben wolle, so dass sie das Vorhaben verhinderte.
Der Konflikt ließ die Emotionen in beiden Ländern hochkochen und hatte das Potential, sich zu einer europäischen Krise oder Schlimmerem auszuweiten. In Frankreich vermutete man eine geheime Einmischung des Norddeutschen Bundes, während Großbritannien sich aus der Krise heraushalten, aber auch Belgien schützen wollte. Gelöst wurde die Krise durch einen Kompromiss, der in einem französisch-belgischen Ausschuss in Paris gefunden wurde. Durch britischen Druck gab der französische Kaiser Napoleon III. nach und verzichtete auf einen Erwerb.

## Erwerbspläne

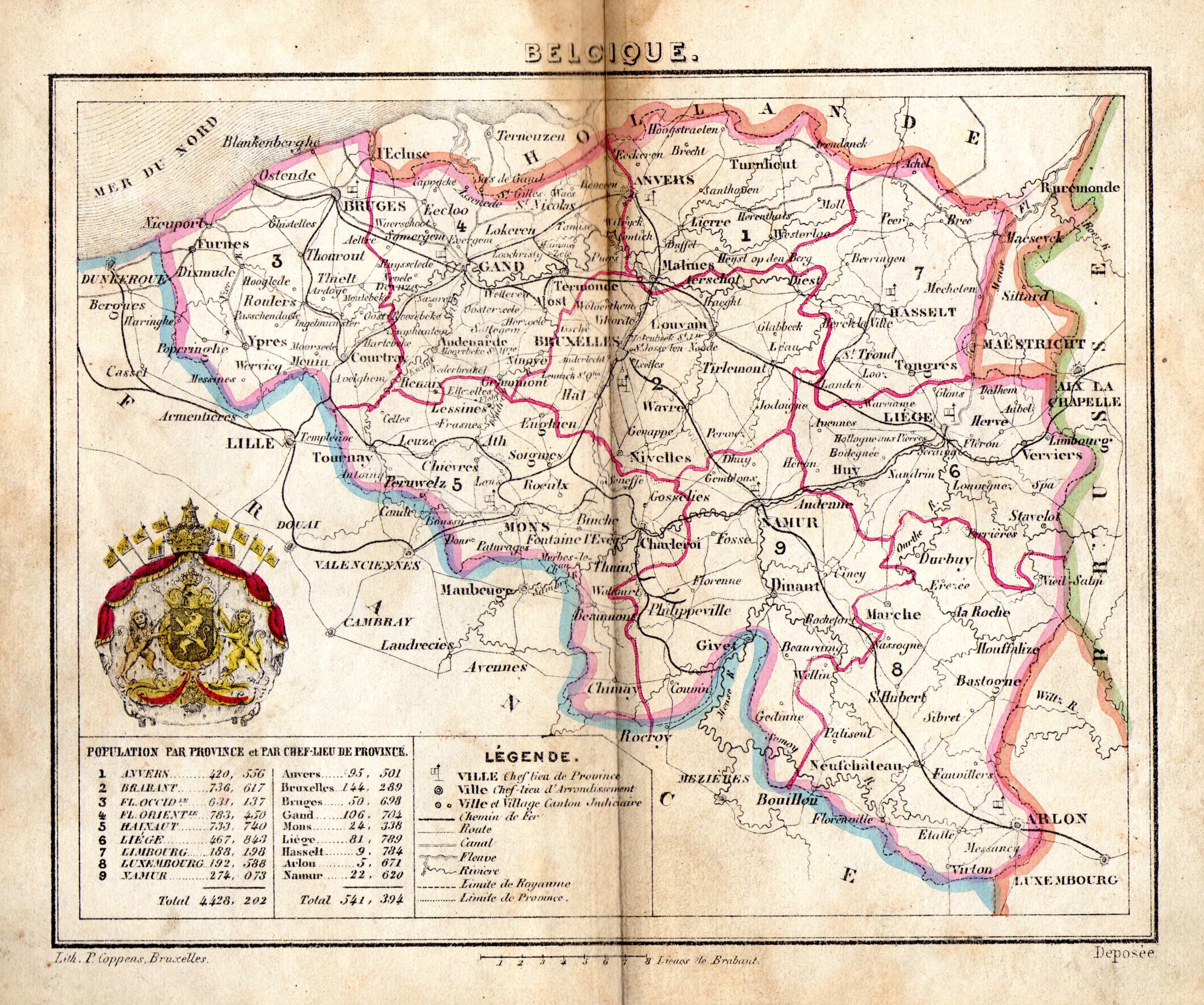
Karte Belgiens mit Eisenbahnstrecken, etwa 1850er-Jahre

Im Osten Belgiens gab es die Compagnie du Grand Luxembourg mit der Strecke von Luxemburg nach Norden sowie die Compagnie du Liègeois-Limbourgeois mit einer Strecke von Lüttich zur niederländischen Grenze. Beide Gesellschaften waren in finanziellen Schwierigkeiten. Der belgische Staat wollte sie nicht aufkaufen, so dass sie sich im Oktober 1868 an die französische Compagnie des Chemins de fer de l’Est wandten. Diese hatte schon zu Jahresbeginn die Strecken der Luxemburger Compagnie Guillaume-Luxembourg für 45 Jahre übernommen. Damit hätte die französische Ostbahngesellschaft das Bahnnetz von der Schweizer bis zur niederländischen Grenze beherrscht. Finanziell unterstützt wurde sie von der französischen Regierung.
Am 8. Dezember 1868 schloss die Ostbahngesellschaft mit den beiden belgischen einen vorläufigen Vertrag ab. Während die belgische Regierung schon früh von dem Vorhaben wusste und nichts unternommen hatte, empörte sich die belgische Öffentlichkeit: Der Erwerb wirkte wie eine gefährliche wirtschaftliche Durchdringung des Landes, so dass die belgische Regierung nun die Sache zu verhindern suchte. Im Gegenzug kam es zu Forderungen in der französischen Presse, Belgien zu annektieren.
Umso heftiger wehrte sich die belgische Regierung gegen die Töne aus Frankreich, die an die Zeit Napoleons I. erinnerten. Am 6. Februar 1869 legte die Regierung dem Parlament einen Gesetzentwurf vor: Nur mit Genehmigung des Staates sollten ausländische Gesellschaften belgische Eisenbahnen kaufen oder finanzieren dürfen. Schon am 23. Februar konnte das Gesetz in Kraft treten.

## Zuspitzung der Krise

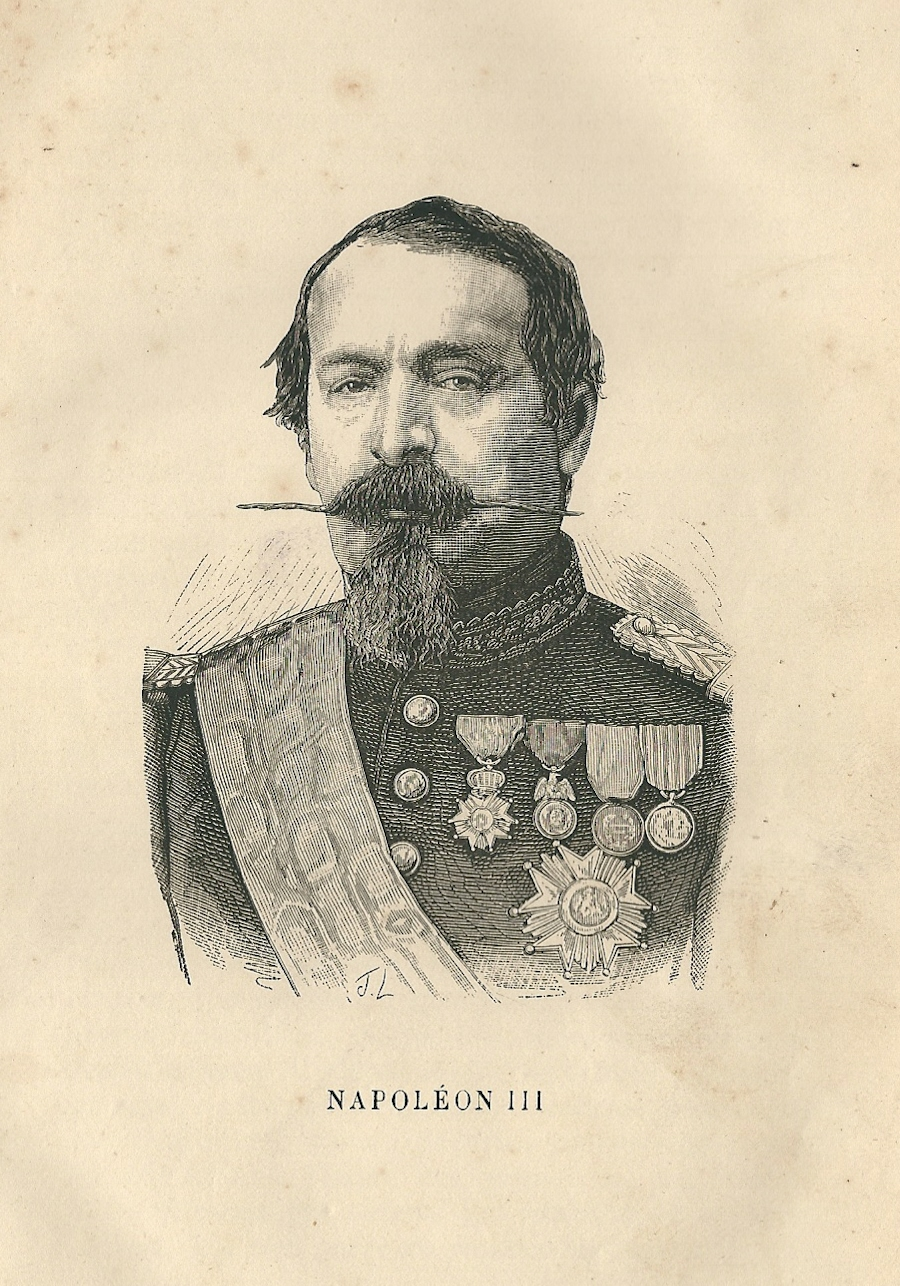
Der französische Kaiser Napoleon III. bemühte sich um den Erwerb Belgiens, Luxemburgs und deutscher Grenzgebiete.

Während David Wetzel zufolge die französische Regierung zu Unrecht verdächtigt wurde, schreibt Klaus Hildebrand von einem „Übergriff auf die belgische Unabhängigkeit“. Damit habe Frankreich eigentlich Preußen treffen wollen. In einer Mischung aus Angst und Arroganz erhob das französische Kaiserreich einen Vormachtanspruch in Europa. Es verlangte eine Rücknahme des Gesetzes und verdächtigte Preußen, hinter dem belgischen Widerstand zu stehen. Tatsächlich hatte Bundeskanzler Otto von Bismarck bislang nicht in die Krise eingegriffen.
Der britische Außenminister George Villiers Clarendon wollte sich aus der Angelegenheit eigentlich heraushalten, auch wenn ihm die belgische Neutralität von höchster Priorität war. Bismarck aber bemühte sich, die belgische Neutralität und die deutsche Frage miteinander zu verbinden. Er wies Großbritannien darauf hin, dass Norddeutschland nur gemeinsam mit Großbritannien Belgien verteidigen könne. Sonst, so deutete er an, würde er sich vielleicht mit Frankreich über die Deutsche Einheit verständigen, indem er Belgien dem französischen Kaiser preisgab. London aber graute es vor der Aussicht, in einen französisch-preußischen Krieg zu geraten, der mit einer solchen britisch-preußischen Allianz wahrscheinlicher werden würde.
Außenminister Clarendon versuchte erfolglos, die Franzosen davon zu überzeugen, dass hinter französischen Misserfolgen nicht immer die Preußen standen. Er vertraute aber richtigerweise darauf, dass Frankreich keinen Bruch mit Großbritannien wünschte, obwohl der Kaiser in der Eisenbahnfrage mittlerweile eine persönliche Angelegenheit sah. Der belgischen Regierung schlug Clarendon vor, die betreffenden beiden Eisenbahngesellschaften selbst zu kaufen. Belgien wollte aber keinen Präzedenzfall schaffen, da auch weitere belgische Eisenbahngesellschaften finanzielle Probleme hatten.

## Verhandlungen in Paris
Nachdem am 6. März Napoleon III. einen französisch-belgischen Ausschuss zur Regelung aller Fragen gefordert hatte, befürwortete Großbritannien immerhin einen gemischten Untersuchungsausschuss. Damit war Außenminister Clarendon den Franzosen weit entgegen gekommen, da er die innenpolitischen Schwierigkeiten Napoleons berücksichtigen wollte. Währenddessen warnte er den britischen Botschafter in Belgiens Hauptstadt Brüssel, dass die britische Unterstützung für Belgien Grenzen habe und keine falschen Erwartungen geweckt werden dürften. Clarendons Ziel war es, Belgien zum Kompromiss zu zwingen. Es gelang ihm außerdem, die britische Öffentlichkeit ruhig zu halten. Hätte diese erkannt, in welcher Gefahr Belgien schwebte, hätte sie die Regierung zu dramatischen Folgen drängen können.
In London befürchtete man bereits einen Krieg, in dem Frankreich Preußen besiegen und dann vielleicht sogar die belgische und niederländische Küste beherrschen würde. Man begrüßte die besonnene Art Bismarcks, der sich der Tragweite der Pariser Verhandlungen bewusst war. Die französischen Unterhändler um den Brüsseler Botschafter traten hochfahrend und provozierend auf. Sie forderten, dass die belgische Regierung dem Verkauf der beiden Eisenbahngesellschaften zustimmte. Der belgische Ministerpräsident hingegen wollte allenfalls Wegerechte einräumen und obendrein die Tarife festschreiben. Seiner Regierung ging es unbedingt darum, die Kontrolle über Eisenbahnen auf belgischem Gebiet zu behalten. Dem Ministerpräsidenten gelang es, durch Gegenvorschläge die Verhandlungen hinzuziehen. Am 16. April drohte er, die Mächte anzurufen, die die belgische Neutralität garantierten. Sein französischer Gegenspieler verließ den Raum, schreiend, dass Preußen dahinterstecke und dass es früher oder später zum Krieg kommen müsse.
Daher ließ Außenminister Clarendon die Franzosen wissen, dass eine Demütigung Belgiens das Verhältnis zu Großbritannien stören werde; seinem Brüsseler Botschafter hatte er bereits geschrieben, dass ein Bündnis Großbritanniens mit Preußen jederzeit möglich sei. Die Kanalflotte wurde unter Dampf gesetzt. Erschrocken gab Napoleon nach. Die Regierungen Frankreichs und Belgiens unterschrieben am 27. April 1869 ein entsprechendes Protokoll. Die kommenden, kommerziellen Verhandlungen dauerten bis in den Sommer.

## Bewertung und Einordnung
In der Forschung wurde vermutet, Napoleon habe eingelenkt, weil ein Bündnis mit Österreich-Ungarn nicht zustande gekommen war und er vor einem Krieg zurückschreckte. Oder aber die Aussicht auf ein britisch-preußisches Bündnis habe ihn dazu gebracht. Klaus Hildebrand schließt sich hingegen der Meinung an, dass Belgiens Widerstand und Großbritanniens entschlossenes Auftreten entscheidend waren. Großbritannien hatte viele Möglichkeiten, Bündnisse zu bilden und sein globales Gewicht in die Waagschale zu legen. Napoleon begriff die Nachteile, die ein Bruch mit der anderen westlichen Großmacht mit sich gebracht hätte.
Während Frankreich seit der Jahreswende 1866/1867 Preußen für den Hauptfeind hielt, sah Großbritannien das europäische Gleichgewicht gerade für wieder hergestellt an. Großbritannien erkannte in der Eisenbahnkrise, dass sich Frankreich kriegsbereit und Preußen besonnen verhielt. Trotz Bismarcks Innenpolitik bemerkte man positiv, dass der Bundeskanzler sich vorläufig mit dem Status quo abgefunden hatte und auch nicht etwa versuchte, Österreich-Ungarn zu zerstören. Außerdem herrschte in Preußen und Deutschland allgemein eine freundliche Stimmung gegenüber Großbritannien, ganz anders als in Frankreich. Großbritannien ging aus der Krise mit dem Bewusstsein heraus, trotz militärischer Ohnmacht einen politischen Erfolg verbucht zu haben. In der Folge bemühte es sich weiterhin um Neutralität gegenüber Frankreich und dem Norddeutschen Bund.

## Belege
1. ↑  Klaus Hildebrand: No intervention. Die Pax Britannica und Preußen 1865/66 – 1869/70. Eine Untersuchung zur englischen Weltpolitik im 19. Jahrhundert. R. Oldenbourg Verlag, München 1997, S. 313.
2. ↑  Klaus Hildebrand: No intervention. Die Pax Britannica und Preußen 1865/66 – 1869/70. Eine Untersuchung zur englischen Weltpolitik im 19. Jahrhundert. R. Oldenbourg Verlag, München 1997, S. 313/314.
3. ↑  Klaus Hildebrand: No intervention. Die Pax Britannica und Preußen 1865/66 – 1869/70. Eine Untersuchung zur englischen Weltpolitik im 19. Jahrhundert. R. Oldenbourg Verlag, München 1997, S. 314/315.
4. ↑  David Wetzel: A Duel of Nations. Germany, France and the Diplomacy of the War 1870–1871. The University of Wisconsin Press, Madison / London 2012, S. 34/35.
5. ↑  Klaus Hildebrand: No intervention. Die Pax Britannica und Preußen 1865/66 – 1869/70. Eine Untersuchung zur englischen Weltpolitik im 19. Jahrhundert. R. Oldenbourg Verlag, München 1997, S. 310–312, S. 315.
6. ↑  Klaus Hildebrand: No intervention. Die Pax Britannica und Preußen 1865/66 – 1869/70. Eine Untersuchung zur englischen Weltpolitik im 19. Jahrhundert. R. Oldenbourg Verlag, München 1997, S. 312.
7. ↑  Klaus Hildebrand: No intervention. Die Pax Britannica und Preußen 1865/66 – 1869/70. Eine Untersuchung zur englischen Weltpolitik im 19. Jahrhundert. R. Oldenbourg Verlag, München 1997, S. 318–320.
8. ↑  Klaus Hildebrand: No intervention. Die Pax Britannica und Preußen 1865/66 – 1869/70. Eine Untersuchung zur englischen Weltpolitik im 19. Jahrhundert. R. Oldenbourg Verlag, München 1997, S. 323/324, S. 326/327.
9. ↑  Klaus Hildebrand: No intervention. Die Pax Britannica und Preußen 1865/66 – 1869/70. Eine Untersuchung zur englischen Weltpolitik im 19. Jahrhundert. R. Oldenbourg Verlag, München 1997, S. 329, S. 332/233.
10. ↑  Klaus Hildebrand: No intervention. Die Pax Britannica und Preußen 1865/66 – 1869/70. Eine Untersuchung zur englischen Weltpolitik im 19. Jahrhundert. R. Oldenbourg Verlag, München 1997, S. 323/324, S. 335–.
11. ↑  Klaus Hildebrand: No intervention. Die Pax Britannica und Preußen 1865/66 – 1869/70. Eine Untersuchung zur englischen Weltpolitik im 19. Jahrhundert. R. Oldenbourg Verlag, München 1997, S. 336, S. 338.
12. ↑  Klaus Hildebrand: No intervention. Die Pax Britannica und Preußen 1865/66 – 1869/70. Eine Untersuchung zur englischen Weltpolitik im 19. Jahrhundert. R. Oldenbourg Verlag, München 1997, S. 323/324, S. 337–.
13. ↑  Klaus Hildebrand: No intervention. Die Pax Britannica und Preußen 1865/66 – 1869/70. Eine Untersuchung zur englischen Weltpolitik im 19. Jahrhundert. R. Oldenbourg Verlag, München 1997, S. 310, S. 315–317.